# 甲基橙
苯磺酸钠
| IUPACName = Sodium 4-[(4-dimethylamino)phenylazo]benzenesulfonate
| OtherNames =
|Section1=! 识别
|-
| CAS号
|547-58-0   
|-
| PubChem
| 23673835
|-
| ChemSpider
| 16736152
|-
| SMILES
| 
- [Na+].CN(C)c2ccc(/N=N/c1ccc(cc1)S([O-])(=O)=O)cc2

|-
| InChI
| 
- 1/C14H15N3O3S.Na/c1-17(2)13-7-3-11(4-8-13)15-16-12-5-9-14(10-6-12)21(18,19)20;/h3-10H,1-2H3,(H,18,19,20);/q;+1/p-1

|-
| InChIKey
| STZCRXQWRGQSJD-REWHXWOFAG
|-
| UN编号
| 3143
|-
|Section2=! 性质
|-
| 化学式
| C14H14N3NaO3S
|-
| 摩尔质量
| 327.33 g·mol−1
|-
| 外观
| 橙色或黄色固体
|-
| 密度
| 1.28 g/cm3
|-
| 熔点
| >300 °C（无准确定义）
|-
| 沸点
| 分解
|-
| 溶解性（水）
| 5 g/L (20 °C)
|-
| 溶解性（乙醚）
| 不溶
|-

|Section3=! 危险性
|-

|GHS危险性符号

|-
| GHS提示词
| Danger
|-
| H-术语
| H301
|-
| P-术语
| P308, P310
|-
| 主要危害
| 有毒 (T)
|-

| NFPA 704
|
|-
| 致死量或浓度：
|-
|-

| 
| 60 mg/kg（大鼠，口服）
|-
|-
}}
甲基橙（英語：Methyl orange）是一种常用的酸碱指示剂，因为其在不同pH值下的颜色变化清晰明显：在25°C时，甲基橙在pH小于3.1的介质中呈红色，在pH大于4.4的介质中呈黄色。其通常用于酸碱中和滴定。

## 指示剂颜色

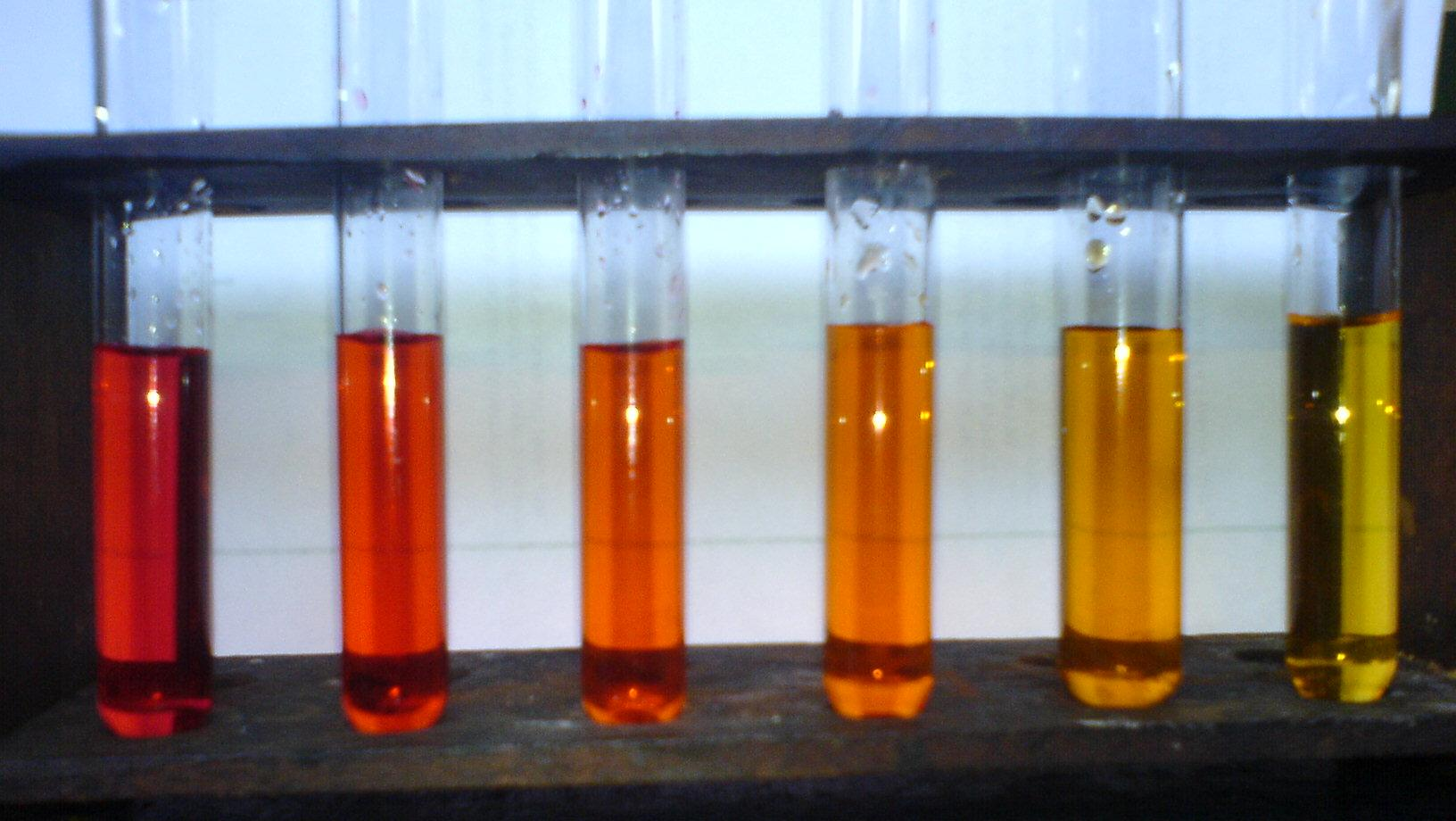
甲基橙溶液

在酸度降低的溶液中，甲基橙从红色变为橙色，最后变为黄色，而酸度增加的溶液中则相反。
甲基橙在25 °C（77 °F）的水中的pKa为3.47。

## 其他指示剂
由甲基橙和二甲苯蓝的溶液组成的指示剂，随着溶液碱性增强，颜色从灰紫色变为绿色。

## 安全性
甲基橙有突变性。當甲基橙受到氧化應激時，連接芳香環的雙鍵氮原子之一會發生自由基化，並可進一步分解成活性氧或苯胺，這些物質具有致癌性並可使DNA突變。許多細菌和酶也會導致這種分解。

## 合成
甲基橙是一種偶氮苯衍生物，可以由N,N-二甲基苯胺和對氨基苯磺酸形成重氮鹽，然後通過二甲基苯胺的親核攻擊和重新芳構化形成。

## 光譜
甲基橙在紫外/可見光光譜上的吸收在350-550 nm之間，其峰值在464 nm。這是在綠紫色可見光範圍內，解釋了甲基橙是橙色的原因。

## 參见
- 酸碱指示剂
- 甲基红
- 石蕊
- 酚酞
- 溴百里酚蓝
- 通用指示剂